# Delfina Chaves
Delfina Chaves (Lobos, provincia de Buenos Aires; 19 de febrero de 1996) es una actriz y modelo argentina. Comenzó su carrera asumiendo papeles secundarios en las telenovelas La leona (2016) y Amar después de amar (2017). Después, apareció en Edha (2018), la primera serie argentina original de Netflix y posteriormente protagonizó la telenovela de época Argentina, tierra de amor y venganza (2019) por la cual adquirió fama al interpretar a Lucía Morel Anchorena.
Más tarde, fue elegida para personificar a Máxima Zorreguieta, la reina de Países Bajos en la serie biográfica neerlandesa Máxima (2024). Luego, protagonizó la serie de comedia romántica Felices los 6 de Max en el papel de Carolina Becker, una chica poliamorosa.

## Biografía
Delfina es hija de Miguel Chaves y Alejandra Schulz. Tiene dos hermanos mayores: Gonzalo Chaves y Paula Chaves, quien es modelo y presentadora.

## Carrera profesional
Chaves comenzó su carrera actoral en 2012 en la sitcom Concubinos, emitida por El Trece y protagonizada por su hermana Paula Chaves y Pedro Alfonso. Al siguiente año, Delfina tuvo su debut en teatro con la obra Viaje de locura (2013), la cual se embarcó en una gira nacional. En 2014, protagoniza el musical Criatura emocional, dirigido por Fernando Dente, y en ese mismo año, realizó una participación especial en Tu cara me suena interpretando a uno de los integrantes de One Direction. En 2015, protagonizó junto a Juan Gil Navarro y Gloria Carrá, el unitario La casa del mar, interpretando a la nieta desaparecida de un senador.
En 2016, formó parte del elenco de La Leona emitido por Telefe, donde interpretó un doble papel. En 2017, Chaves integró el elenco principal de la novela Amar después de amar de Telefe, donde compartió escenas con Franco Masini. Ese mismo año, filmó la película Debacle dirigida por Claudia Pérez, una coproducción con Chile, en la cual interpretó a Zoé, una chica lesbiana que tiene un amorío con el personaje de Mónica Antonópulos.
En 2018, Delfina se unió al elenco principal de la primera serie argentina original de Netflix titulada Edha, donde interpretó a Elena Abadi, una modelo e hija de una importante diseñadora de modas. En 2019, Chaves protagonizó junto a Albert Baró, Benjamín Vicuña, Gonzalo Heredia y la China Suárez, la telenovela  de época Argentina, tierra de amor y venganza de El trece, donde personificó a Lucía Morel.
Su siguiente papel fue en la película La corazonada de Netflix, secuela de la película Perdida, donde interpretó a Gloriana Márquez, una joven que es asesinada misteriosamente. Asimismo, fue una de las protagonistas de la serie web Adentro emitida por YouTube. En 2022, interpretó el papel de Manuela en la serie mexicana dramática El secreto de la familia Greco de Netflix. Después, personificó a Dora Raffa, la esposa de Ringo Bonavena en la serie biográfica Ringo, gloria y muerte (2023) de Star+.Además, fue elegida para interpretar a la reina de Países Bajos, Máxima Zorreguieta, en la serie biográfica neerlandesa Máxima.

## Filmografía

### Cine
| Año  | Título        | Papel            | Dirección         |
| ---- | ------------- | ---------------- | ----------------- |
| 2020 | La corazonada | Gloriana Márquez | Alejandro Montiel |

### Televisión
| Año           | Título                               | Papel                 | Notas                          |
| ------------- | ------------------------------------ | --------------------- | ------------------------------ |
| 2012          | Concubinos                           | Delfina               | Segmento de La cocina del show |
| 2015-2016     | La casa del mar                      | Laura Ramos           |                                |
| 2016          | La leona                             | Sarah y Ruth Liberman |                                |
| 2017          | Amar después de amar                 | Mía Kaplan            |                                |
| 2018          | Edha                                 | Elena Abadi           |                                |
| 2019          | Argentina, tierra de amor y venganza | Lucía Morel Anchorena |                                |
| 2021          | Victoria, psicóloga vengadora        | Nadia B.              | Episodio: «Nadia B.»           |
| 2021          | Días de gallos                       | Lucrecia Simoni       |                                |
| 2022          | El secreto de la familia Greco       | Manuela               |                                |
| 2023          | Ringo, gloria y muerte               | Dora Raffa            |                                |
| 2024-presente | Máxima                               | Máxima Zorreguieta    |                                |
| 2024          | Felices los 6                        | Carolina Becker       |                                |

### Web
| Año  | Título  | Papel      | Notas     |
| ---- | ------- | ---------- | --------- |
| 2020 | Adentro | Bárbara P. | Miniserie |

## Teatro
| Año  | Título             | Papel   | Lugar          |
| ---- | ------------------ | ------- | -------------- |
| 2013 | Viaje de locura    | Delfina | Gira nacional  |
| 2014 | Criatura emocional | Delfina | Teatro Tabarís |

## Premios y nominaciones
| Año  | Premio                                  | Categoría                                                 | Trabajo                              | Resultado | Ref(s) |
| ---- | --------------------------------------- | --------------------------------------------------------- | ------------------------------------ | --------- | ------ |
| 2016 | Premios Nuevas Miradas en la Televisión | Mejor actriz                                              | La casa del mar                      | Ganadora  | [ 7 ]  |
| 2019 | Premios Notirey                         | Mejor actriz en ficción diaria                            | Argentina, tierra de amor y venganza | Ganadora  | [ 8 ]  |
| 2019 | Premios Produ                           | Mejor actriz revelación                                   | Argentina, tierra de amor y venganza | Nominada  | [ 9 ]  |
| 2025 | Premios Aura                            | Mejor presencia hispanohablante en series internacionales | Máxima                               | Nominada  | [ 10 ] |